# Maulwurffell

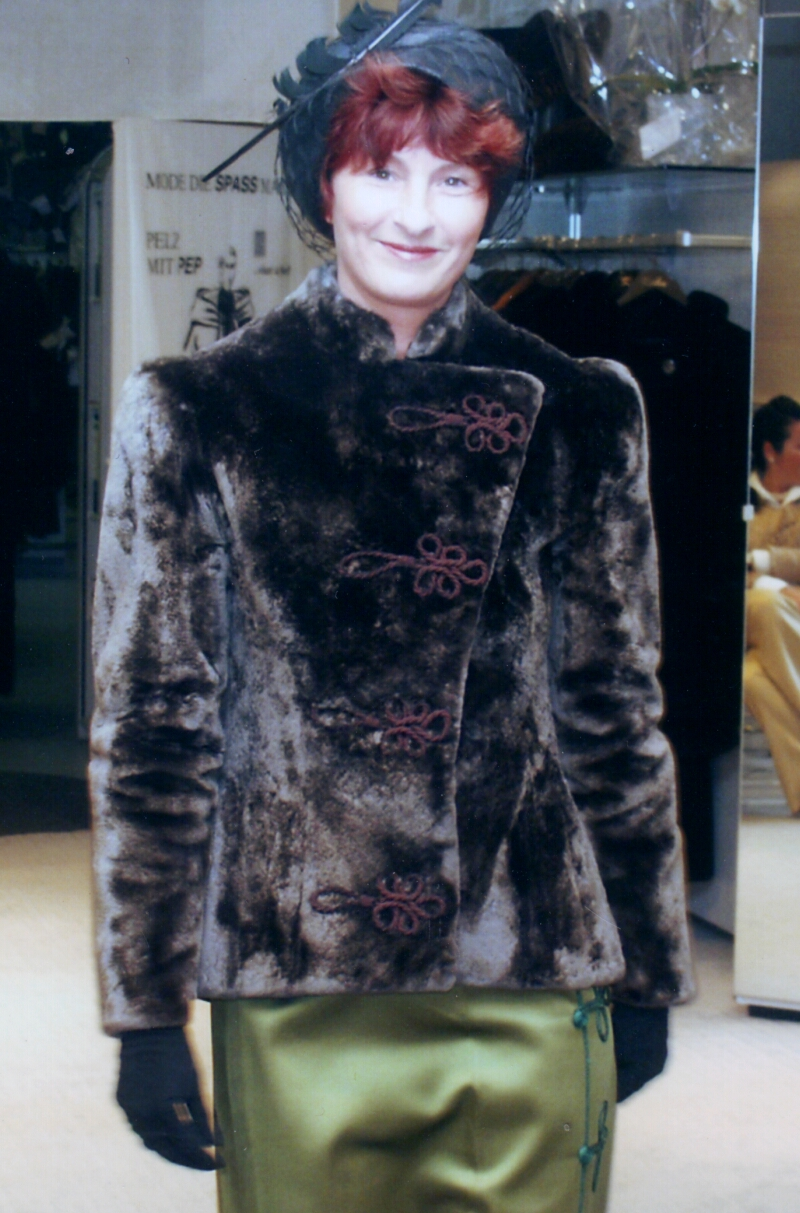
Maulwurfjacke, etwa 1910
(Rekonstruktion 1963, Foto 2004)

Maulwurffelle sind bei entsprechender Mode und ausreichendem Anfall ein Handelsartikel der Pelzbranche. In Deutschland ist der Europäische Maulwurf seit 31. August 1980 nach dem Bundesnaturschutzgesetz (BNatschG) besonders geschützt. Insgesamt betrachtet ist diese Art weit verbreitet und gilt nicht als bedroht; die IUCN listet sie als nicht gefährdet (least concern).
Das Fell fällt in der Regel nur als Nebenprodukt an, dort wo der Maulwurf in der Landwirtschaft noch bekämpft wird. Die große Anzahl der für ein Kleidungsstück benötigten Felle ermöglicht nur einen geringen Fellpreis, was ihre Zubereitung, Abziehen, Trocknen und Sammeln, nur in ärmeren Gegenden ausreichend attraktiv macht, früher jedoch durch teils erhebliche Fangprämien begünstigt. In Europa scheinen die Felle derzeit nicht genutzt zu werden.

## Fell

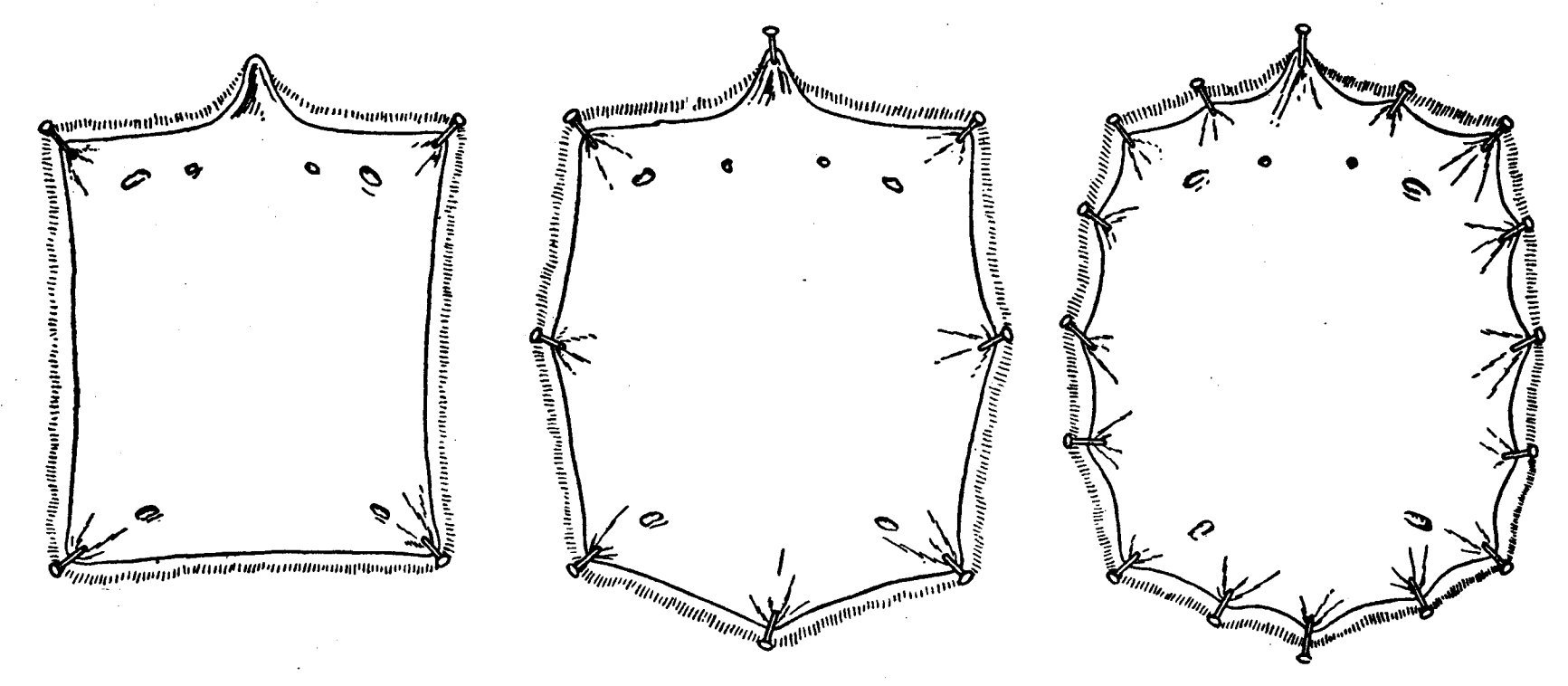
Zum Trocknen aufgespannte Maulwurf-Rohfelle (Skizze)

Die Fellfarbe des Maulwurfs ist variierend, dunkel bläulich-schwärzlich. Die Unterseite mit grünlich irisierendem, unscharfen Längsstreifen, der besonders bei alten Tieren stark ausgeprägt ist. Mitunter scheint das Fell fast schwarz zu sein, es gibt jedoch keine reinschwarzen Felle. Das Sommerfell ist grau und matter. Das Haarkleid ist äußerst kurz und dicht.
Nach dem Zeitpunkt des Anfalls werden Sommer-, Herbst- und Winterfelle unterschieden. Das Winterfell ist sehr dicht und gleichmäßig voll entwickelt. Das Leder ist fleckenlos und wird als weißledrig bezeichnet, tatsächlich ist es jedoch grünlich-grau. Da der Maulwurf als Besonderheit im Sommer einen Haarwechsel zwischen den jahreszeitlichen Wechseln hat, fallen häufiger als bei anderen Pelzarten solche Felle an, erkennbar an den durch die Haarwurzeln verursachten dunklen Stellen auf der Lederseite, das Maulwurffell ist „schwarzledrig“ oder „schwarzfleckig“. Nahezu ausgereifte Felle werden auch als „rändrig“ bezeichnet. Dabei ist ein Teil der Lederfläche schon weiß, das heißt ausgereift, während an den Rändern grünliche bis schwarze Stellen (Streifen) vorhanden sind.
Das Maulwurffell ist nicht sehr reibungsbeständig; an stärker beanspruchten Stellen verfilzt es schnell. Im Vergleich mit der haltbarsten Fellart beträgt der Haltbarkeitskoeffizient 5 bis 10 Prozent.

## Geschichte, Handel
Aristophanes schrieb im 5. Jahrhundert vor unserer Zeitrechnung, dass von den Händlern in Athen neben anderen Fellarten auch Maulwurf angeboten wurde. Der römische Autor Plinius der Ältere († 79 n. Chr.) erwähnte eine Maulwurfdecke, die er auf einer seiner Reisen nach Griechenland gesehen hat. Ein chinesisches Edikt des 11. Jahrhunderts gestattete das Tragen von schwärzlichen Zobelfellen und Hermelin nur Adligen, einfache Leute mussten sich mit braunem Zobel, Schaffell oder Maulwurf begnügen.
Neben den aus Russland kommenden Fellen wurden vor allem mitteleuropäische Sorten gehandelt, daneben auch englische (beste Distrikt Fenland), schottische, die neben den holländischen als die besten gelten, italienische und solche aus Serbien/Montenegro. Bayrische Felle sind schön in der Farbe, aber wesentlich kleiner als die schottischen, sie erzielten deshalb erheblich niedrigere Preise. Von den Einwohnern Finnlands wurde 1924 berichtet, dass sie den großen Wert ihrer Pelztiere sehr wenig einzuschätzen wüssten, „was den deutschen Besucher seltsam berührt“. Sie trügen beispielsweise die feinsten Maulwürfe als Futter ihrer mächtigen Schaffellmäntel.

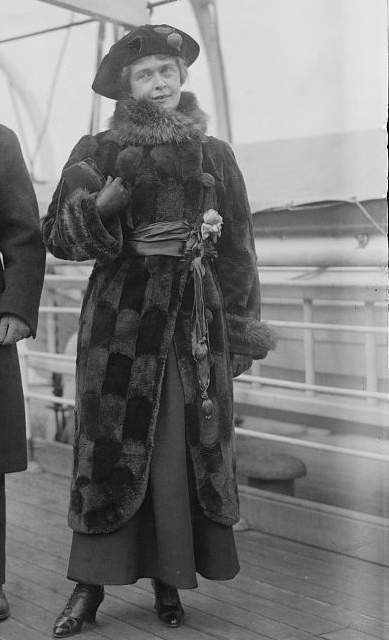
Maulwurfmantel, Felle abwechselnd Kopf oben, Kopf unten gearbeitet (1915)

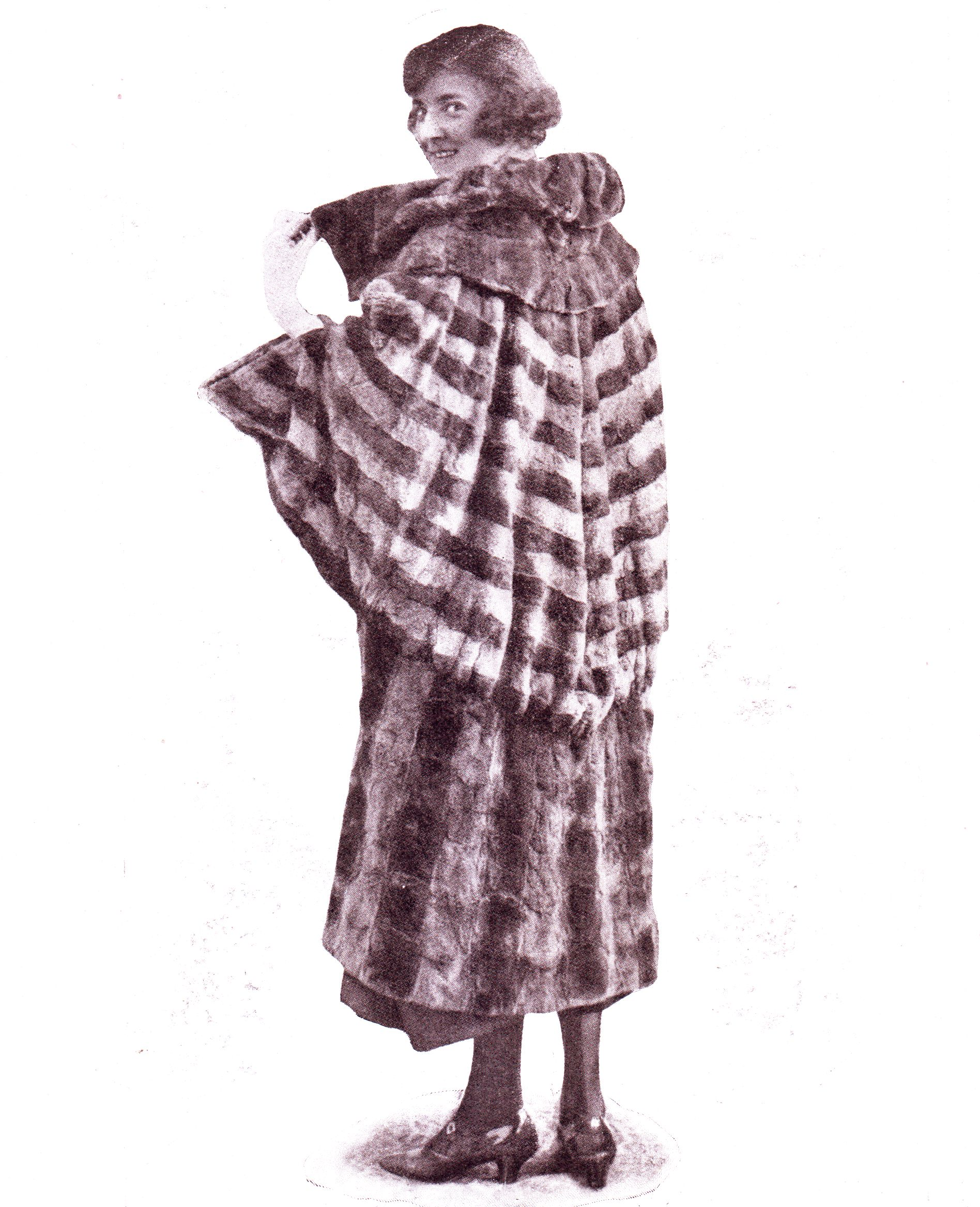
„Ein eigenartiges Maulwurfcape“ (Modell Edward & Sons Ltd, London 1925)

Auch von außerhalb Europas kamen Maulwurffelle. Türkische Maulwürfe sind fast ausschließlich weiß und groß und wurden deshalb mehr geschätzt als persische und syrische. Vor 1936 kamen jährlich rund 25.000 türkische Maulwurffelle in den Handel. 1935 lagerte in Hamburg ein größerer Posten Felle einer afrikanischen Maulwurfart, für die sich jedoch herausstellte, dass sie für Pelzzwecke nicht geeignet waren.
Im Jahr 1925 wurde über die amerikanischen Maulwürfe festgestellt, dass einige zwar größer und besser in der Textur als die europäischen seien, insbesondere die aus den Staaten Oregon und Washington, sie aber nur als Schädlinge bekämpft aber bisher kaum genutzt wurden, jetzt aber eine Nachfrage aus dem Handel festzustellen wäre. Der Pelz des gemeinen Maulwurf der Oststaaten, obwohl schmaler, entspricht jedoch der Qualität des europäischen. In den USA ergab eine etwa 1929 erstellte Studie, dass bei 600 Fellen von im westlichen Washington gefangenen Tieren, vom sogenannten „Townsend-Maulwurf“, die Spitzenqualitäten folgendermaßen anfielen: Der Anteil der erstklassigen Ware betrug im Januar 100 Prozent, im Februar und März 75 Prozent, im April 50 Prozent, im Mai 80 Prozent, im Juni 90 Prozent, im Juli 80 Prozent, im August 95 Prozent, im September 65 Prozent, im Oktober 10 Prozent, im November 15 Prozent und im Dezember 95 Prozent. 1978 hieß es in einem amerikanischen Fachbuch: „Der Maulwurf, der für Pelze genutzt wird, kommt aus Europa.“
Eine sehr unerwartete Nutzung nennt ein Pelzfachbuch aus dem Jahr 1852, neben der Verwendung zu Besatz, Verbrämung auf verschiedenen Kleidungsstücke, z. B. auf Wintermützen und mitunter zu Innenfuttern für Herrenpelze: Wegen seiner Glätte benutzt man das Fell mit Vorteil zum Auslegen der Blasrohre. Russische Maulwurffelle wurden zu der Zeit für Kleidungszwecke nach China exportiert.
Anfangs brachte man in der Moderne Maulwurffell in England vor allem als Material für die Vorderseite von Westen in Verbindung, die dort offenbar eine Zeitlang allgegenwärtig waren. Es heißt, dass Königin Alexandra, Ehefrau von Edward VII. von England, nach großen, von Maulwürfen verursachten Verwüstungen im Jahr 1901 sich eine Maulwurf-Umhüllung („wrap“) bestellte. Alexandra galt in ihrer Umgebung als tonangebend in Modefragen, sie soll entscheidend dazu beigetragen haben, dass der Maulwurfplage auf der britischen Insel durch eine intensive Nachstellung ein Ende bereitet wurde.
So richtig kam der Maulwurfpelz tatsächlich 1902 in Mode. Das Fell war auch schon vorher in großen Mengen angefallen, aber erst jetzt wurde es, eigentlich nur zwei Jahre lang, in großer Mannigfaltigkeit verarbeitet. Im Winter 1902/1903 lieferte allein Frankreich zwei Millionen Felle. Der Handel betrachtete das Material anfangs mit Skepsis, zum einen erschien es nicht sehr strapazierfähig, hinzu kam das durch die Wirbelbildung vom Haar aus sichtbare weiße Leder. Erst als es der Firma Rödiger & Quarch, Inhaber Märkle gelang, das Fell von der Lederseite durchdringend zu „blenden“ und in der Tönung des Naturfells noch einmal zu färben, erfreute sich das Fell wieder, insbesondere in den 1920er und 1930er Jahren, einiger Beliebtheit. Zu der Zeit war der Anfall jedoch offenbar so groß, dass der Preis bereits für die Saison 1925/26 noch unter den von Kanin gesunken war.  Das Fell wurde auch in Modefarben eingefärbt. Insbesondere Paris war in „neuen Maulwurfnuancen geradezu unerschöpflich“. So plötzlich wie die Mode das Maulwurffell jeweils begünstigt hatte, so schlagartig hörte diese Mode in Mitteleuropa auch wieder auf.
Für 1968 heißt es in einem Bericht über die Pelztiere in der Mongolischen Volksrepublik: Im Bestreben, die Pelztierskala zu erweitern, wurden die Felle mongolischer Maulwürfe auf Brauchbarkeit untersucht und zu Mützen, Kragen und Kindermänteln verarbeitet (CHOTELCHU, 1968). Die Versuche sollen positiv ausgefallen sein. Mongolische Maulwürfe besitzen ein dichtes, elastisches Fell mit einer von grau bis schwarz variierenden Färbung.
Die Felle kommen als Tafeln zusammengesetzt in den Handel. Bis 1988 wurden etwas vermehrt jährlich wieder etwa 500.000 Felle verarbeitet, inzwischen dürfte die Zahl erneut erheblich zurückgegangen sein. Maulwurffelle kamen nur noch sporadisch in kleinen Mengen auf den europäischen Markt, in Europa werden sie wohl kaum noch verwendet (Stand 2023).

## Verarbeitung

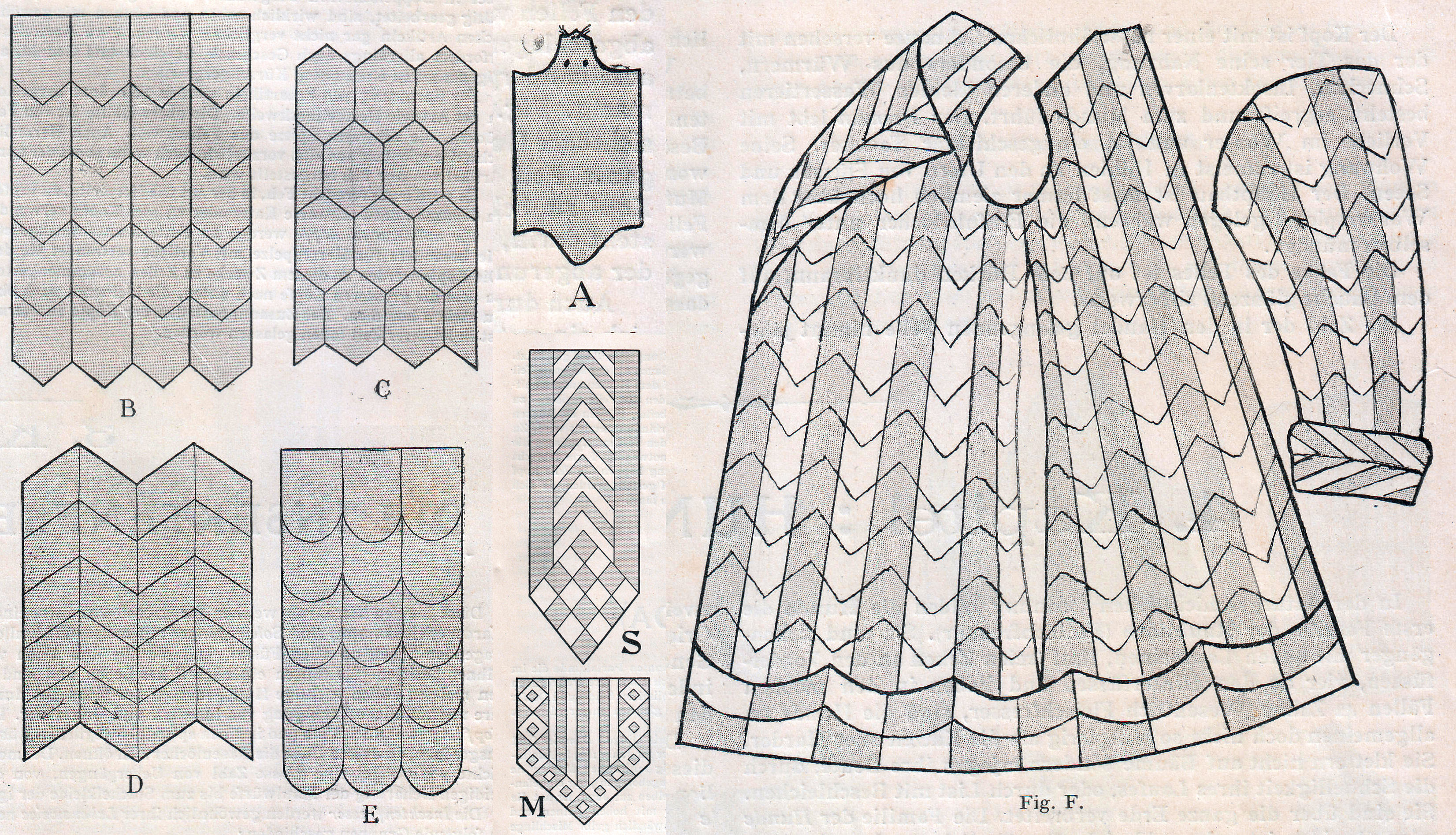
Verarbeitung von Maulwurffellen im Jahr 1903 (Skizze)

Da die Felle nur noch als vorgefertigte Tafeln im Großhandel angeboten werden, stellen sie an die Endverarbeitung durch den Kürschner keine besonderen Anforderungen. Neben der für Maulwurf üblichen „gestürzten“ Verarbeitung, mit dem Kopfteil nach unten, wurden sie auch immer wieder „up and down“ gearbeitet, abwechselnd je eine Fellbahn mit dem Haarschlag nach unten und eine nach oben, wobei die letztere etwas dunkler schattiert. Üblich ist ein dachziegelartiger oder rechteckiger Zuschnitt der Felle in der Tafel. 1928 hieß es jedoch in einem Fachbuch noch: „Gerade diese kleinen Fellchen können auf die erdenklichste Art zusammengesetzt werden“.

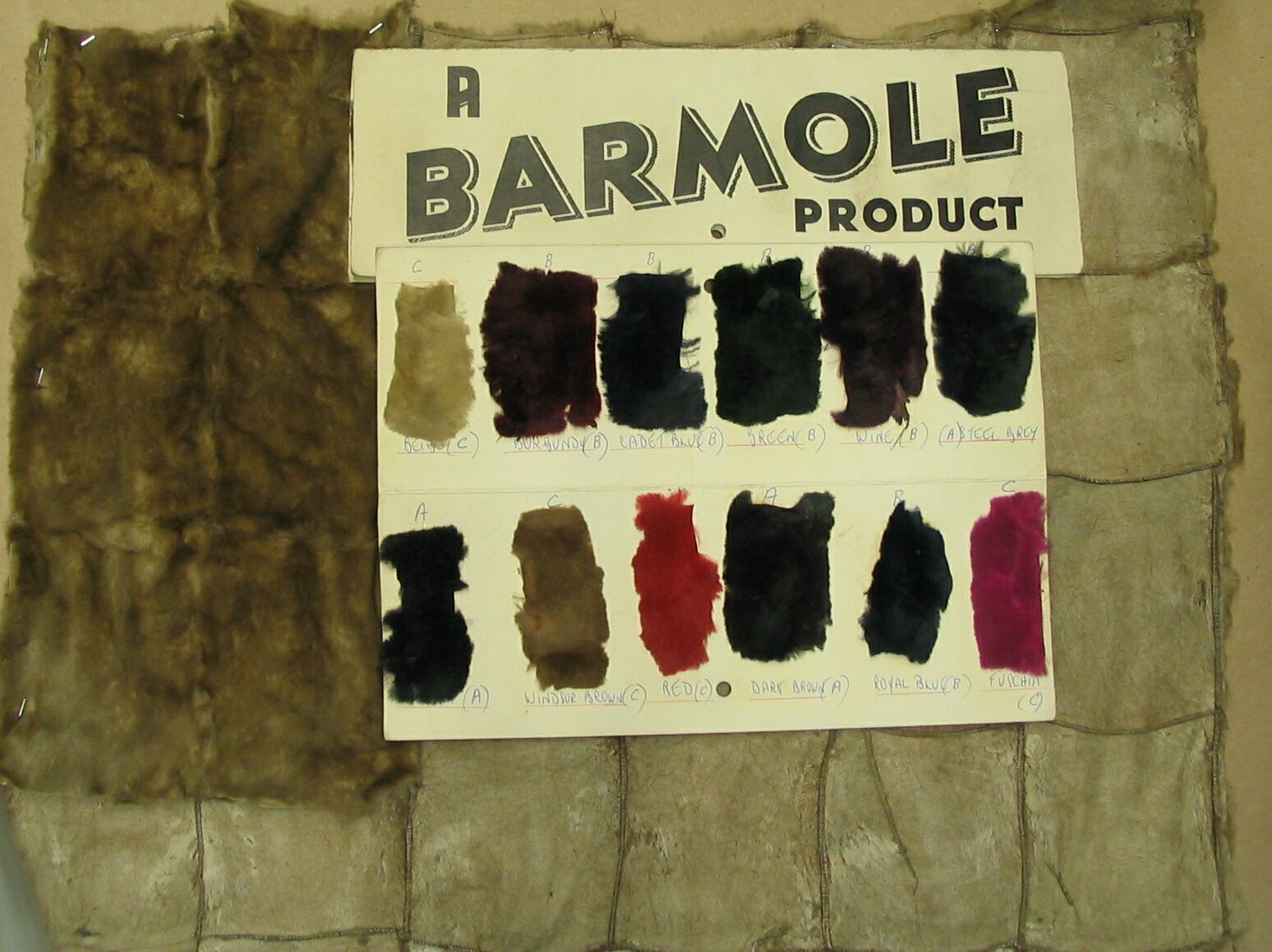
Farbmusterkarte auf einer Maulwurffelltafel (Großbritannien, etwa 1971)

## Marginalien
Die in Berlin erschienene Fachzeitschrift „Die Pelzkonfektion“ bildete im März 1925 ein Maulwurfcape ab, „das nach Ansicht des »British Fur Trade« in der Geschichte des englischen Pelzhandels einzig dasteht“. Der als Cape gearbeitete obere Teil bestand aus Streifen abwechselnd standardgrauer und silbergrauer Maulwurffelle. Die Besonderheit waren vor allem die silbergrauen Felle, „denn im Durchschnitt kommt auf 20.000 gewöhnliche Maulwurfsfelle nur ein einziges dieser Art!“ Da die Firma Edward & Sons Ltd., London, „der größte Maulwurfaufkäufer in England ist, brachte sie die erforderliche Fellzahl innerhalb fünf Jahren zusammen.“ Der Kragen und der untere Teil des Capemantels bestand aus schottischen, naturfarbenen Maulwurffellen.

## Anmerkung
1. ↑  Die angegebenen vergleichenden Werte (Koeffizienten) sind das Ergebnis vergleichender Prüfung durch Kürschner und Rauchwarenhändler in Bezug auf den Grad der offenbaren Abnutzung. Die Zahlen sind nicht eindeutig, zu den subjektiven Beobachtungen der Haltbarkeit in der Praxis kommen in jedem Einzelfall Beeinflussungen durch Gerbung und Veredlung sowie zahlreiche weitere Faktoren hinzu. Eine genauere Angabe könnte nur auf wissenschaftlicher Grundlage ermittelt werden. Die Einteilung erfolgte in Stufen von jeweils 10 %, nur die schwächsten Arten bekamen die Wertklasse von 5 % bis 10 %. Die nach praktischer Erfahrung haltbarsten Fellarten wurden auf 100 % gesetzt.